# Verkhneadagum
Verkhneadagum - Верхнеадагум (rus) - és un khútor del krai de Krasnodar, a Rússia. Es troba a la vora esquerra del riu Kuban, al delta, i prop de la desembocadura del riu Adagum. És a 7 km al sud-oest del centre de Krimsk i a 85 km a l'oest de Krasnodar.
Pertany a la ciutat de Krimsk.